# Pepparkakshus

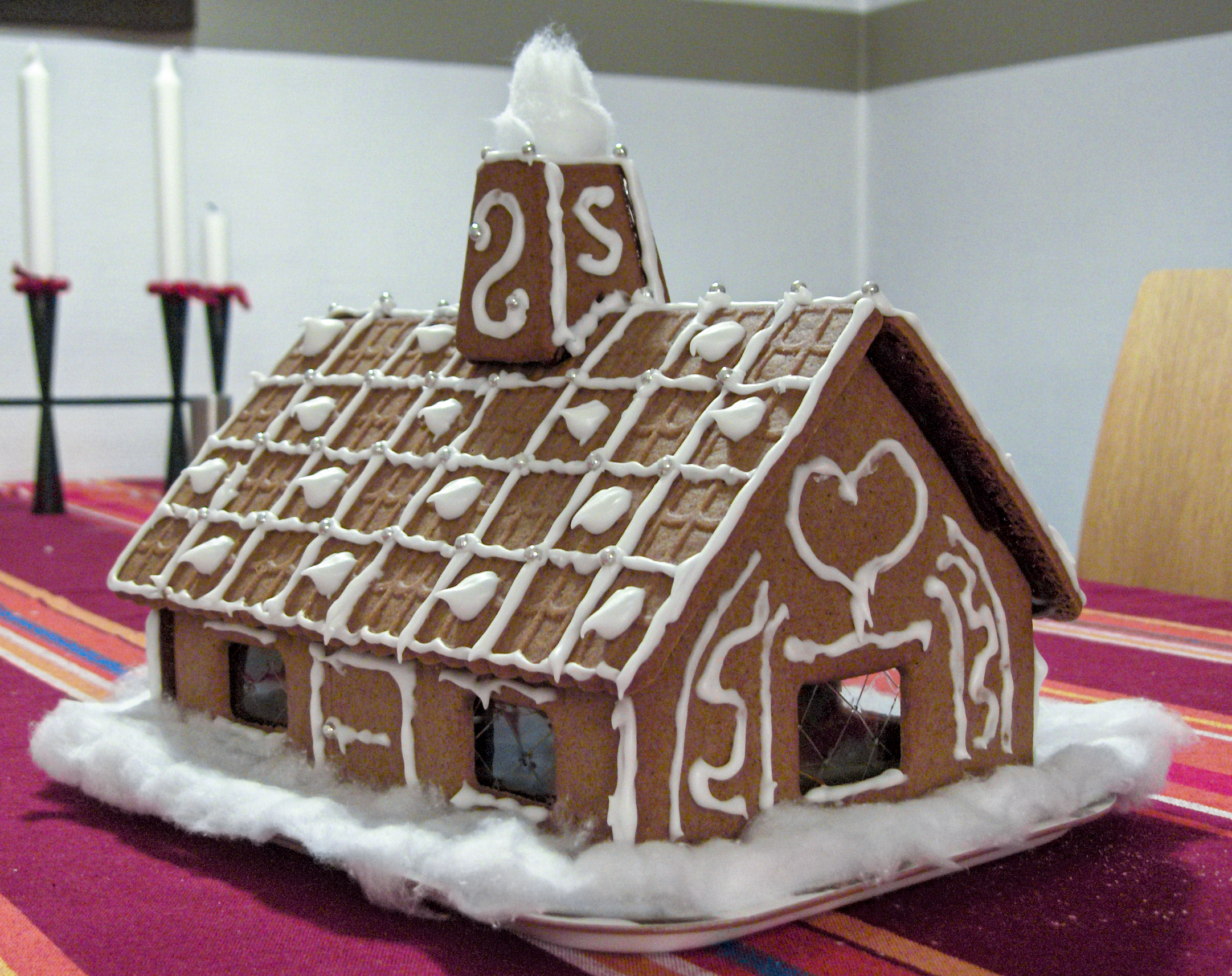
På pepparkakshusets gård brukar man lägga bomullsvadd, som ska föreställa snö och bomullsvadd i skorstenen för att efterlikna rök.

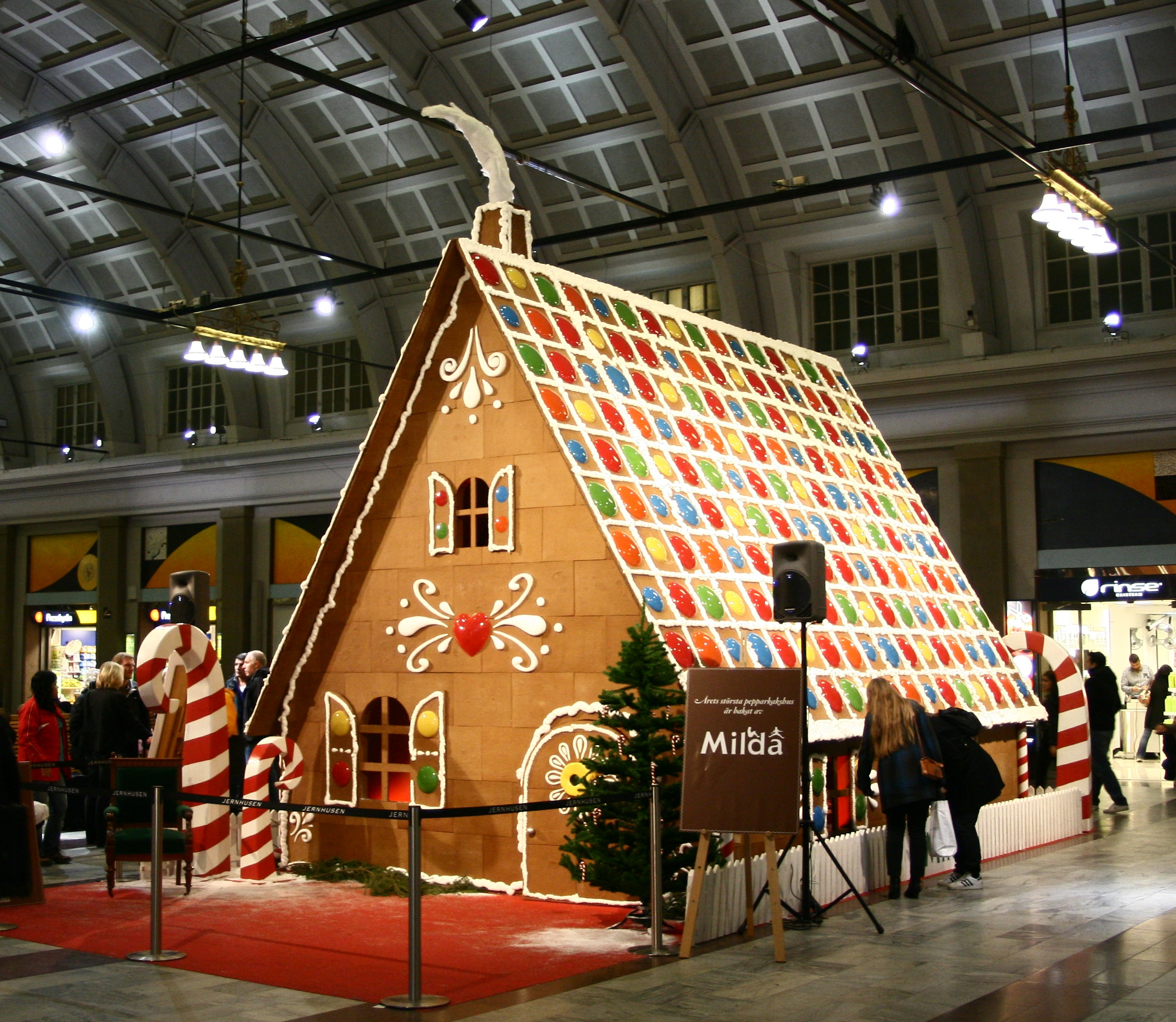
Fullskaligt pepparkakshus på Stockholms centralstation 2009, som reklam för margarin.

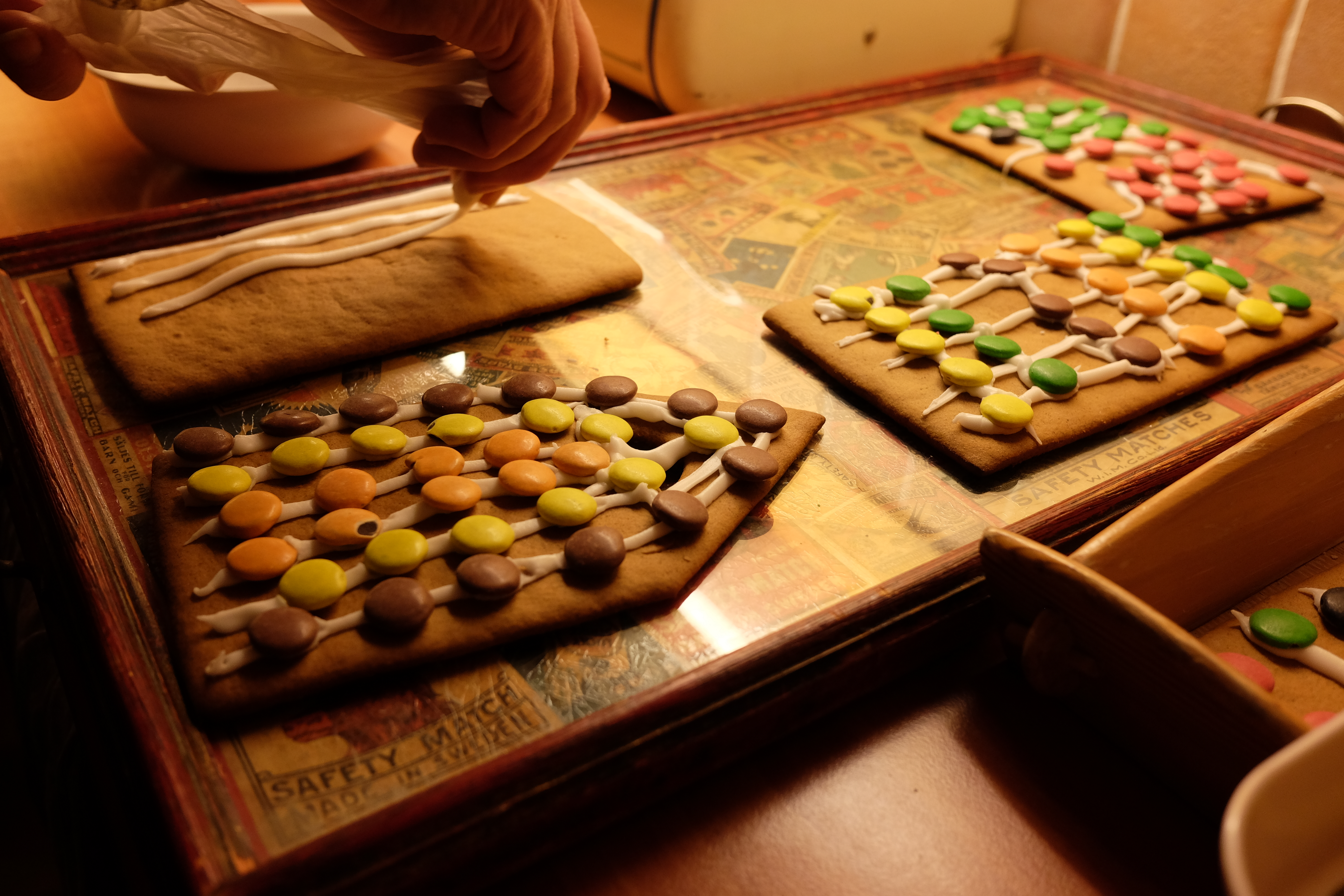
Pepparkakshusbak: Glasyr på väggar för att kunna fästa dekorerande godis.

Ett pepparkakshus är ett modellhus gjort av gräddad pepparkaksdeg. De byggs traditionellt inför julen och rivs eller äts upp i samband med julgransplundringen.
Pepparkakshusets delar brukar sammanfogas med smält socker. Husets takpannor och andra detaljer kan bestå av kristyr eller godis, särskilt non stop. På pepparkakshusets gård brukar man lägga bomullsvadd, som ska föreställa snö. Ibland placerar en tuss bomullsvadd i skorstenen för att efterlikna rök. Ofta bakar man pepparkaksdjur,  pepparkaksgubbar och pepparkaksgummor som placeras kring huset för att representera boende. Genom att sikta florsocker över pepparkakshuset kan man efterlikna nysnö.
Pepparkakshuset behöver inte föreställa ett bostadshus, även om det är det vanligaste. Det kan vara allt från slott till en liten stuga. 2013 bakade exempelvis Güntherska hovkonditoriet i Uppsala en pepparkaksmodell av Uppsala domkyrka. Även andra föremål, exempelvis bilar, kan tillverkas av pepparkaksdeg.
I handeln finns färdiga mallar att använda på egen deg, färdiggräddade delar att sätta ihop själv och färdiga pepparkakshus.
Ordet "pepparkakshus" finns belagt i svenska språket sedan 1929.

## Övrigt
- Världens största pepparkakshus bakades i Bryan i Texas i USA vid en insamling till ett sjukhus i trakten. Bakandet krävde 7 200 ägg, 22 000 godisbitar, 800 kilo smör och 3 000 kilo mjöl.[4]
- Chalmers tekniska högskolas arkitektlinje såväl som ArkDes anordnar tävlingar i pepparkakshusbyggande.

## Pepparkakshus i populärkultur
- I sagan om Hans och Greta är häxans hus gjort av pepparkaka.

### Fotnoter
1. ↑  ”pepparkakshus - Uppslagsverk - NE.se”. www.ne.se. https://www.ne.se/uppslagsverk/ordbok/svensk/pepparkakshus. Läst 16 maj 2020. [inloggning kan krävas]
2. ↑  Thomas manfredh (7 december 2013). ”Kyrka byggd på socker och deg”. Dagen. http://www.dagen.se/kyrka-byggd-p%C3%A5-socker-och-deg-1.103452. Läst 18 december 2015.
3. ↑  ”pepparkakshus | svenska.se”. https://svenska.se/tre/. Läst 16 maj 2020.
4. ↑  Kristina Pousette (6 december 2013). ”Här är världens största pepparkakshus!”. Expressen. http://www.expressen.se/leva-och-bo/har-ar-varldens-storsta-pepparkakshus/. Läst 18 december 2015.